# SIB-1757
SIB-1757是一种有机化合物，分子式C12H11N3O，带有偶氮基团，可作为代谢型谷氨酸受体亚型mGluR5的受体拮抗剂，在动物实验中存在抗痛觉过敏作用。